# Kuunkuiskaajat
Kuunkuiskaajat е финландска фолк група, пееща на фински език. Названието на групата може да се преведе като Говорещи шепнешком с луната, на официалния сайт е даден по-прост превод на името – „Moonwhispers“, Лунни шепоти.

## История
Колективът е образуван през лятото на 2008 г., отначало под формата на дует – Сусан Ахо и Йохана Виртанен (Johanna Hytti). Двете певици преди това са участвали в състава на групата „Värttinä“, Сусан – от 1998, Йохана – от 2001 г. Издавайки през 2009 г. своя дебютен албом, „Kuunkuiskaajat“, дуетът побеждава във финландския подбор за Евровизия 2010 и представя страната си в този конкурс с песента „Työlki ellää“.
През 2011 г. колективът престава да е дует и става пълноценна фолк група – в състава влизат басистът Сампса Асикайнен (Sampsa Asikainen), китаристът и тромпетист Топи Корхонен (Topi Korhonen) и барабанистът Кевин Кноуна (Kevin Knouna). В същото време, докато Сусан продължава да участва във „Värttinä“, Йохана през 2012 г. напуска групата.
През септември 2014 г. излиза вторият албум на групата.